# Spoorwegviaduct Sloterweg
Het Spoorwegviaduct Sloterweg was een viaduct in de Ringspoorbaan over de Sloterweg in Amsterdam. Het door de architect Piet Kramer in Amsterdamse Schoolstijl ontworpen viaduct is nooit gebruikt voor treinverkeer, maar de landhoofden vormden decennialang een markante entree voor de stad. De restanten zijn bij de aanleg van de Westtak van de Ringspoorbaan in 1982 verdwenen.

## Geschiedenis

### Tot 1945
In 1915 werd besloten een Ringspoorbaan voor goederenverkeer aan te leggen, die een verbinding om de stad mogelijk zou maken zonder het Centraal Station aan te hoeven doen. In het Algemeen Uitbreidingsplan van Amsterdam uit 1934 was deze verbinding ook opgenomen.
De aanleg van het talud startte in 1921 en werd vanaf 1933 een onderdeel van de werkverschaffing tijdens de crisis in de jaren dertig van de twintigste eeuw. Er was geen geld om de spoorlijn op de dijk aan te leggen. Het dijklichaam bleef een halve eeuw ongebruikt liggen. Het lag op het moment van aanleg een eindje buiten de bebouwde kom van de stad, door de Sloterpolder, een agrarisch gebied. Er waren wat doorgangen voor uitvalswegen, waaronder de Sloterweg, die toen de hoofdroute naar Schiphol en Den Haag was. Op deze plek is in 1931 een viaduct gebouwd, omdat niet lang daarna (in 1938) rijksweg 4 in gebruik genomen is. Delen van het tracé van deze weg zijn nog terug te vinden in de Oude Haagseweg. De Rijksweg splitste net ten westen van het viaduct af van de Sloterweg in zuidwestelijke richting. Aan de oostkant leidde de weg naar het Aalsmeerplein, gedeeltelijk via de route van de oude Sloterweg. De brugdelen werden voor een deel in 1945 verwijderd voor herstel van de vernielde bruggen te Warmond in de spoorlijn Haarlem – Leiden, maar de landhoofden, met aan de ene zijde een extra tunneltje voor een fietspad en aan de andere kant een sloot zijn blijven staan.

### Stadstoegang en werdegang

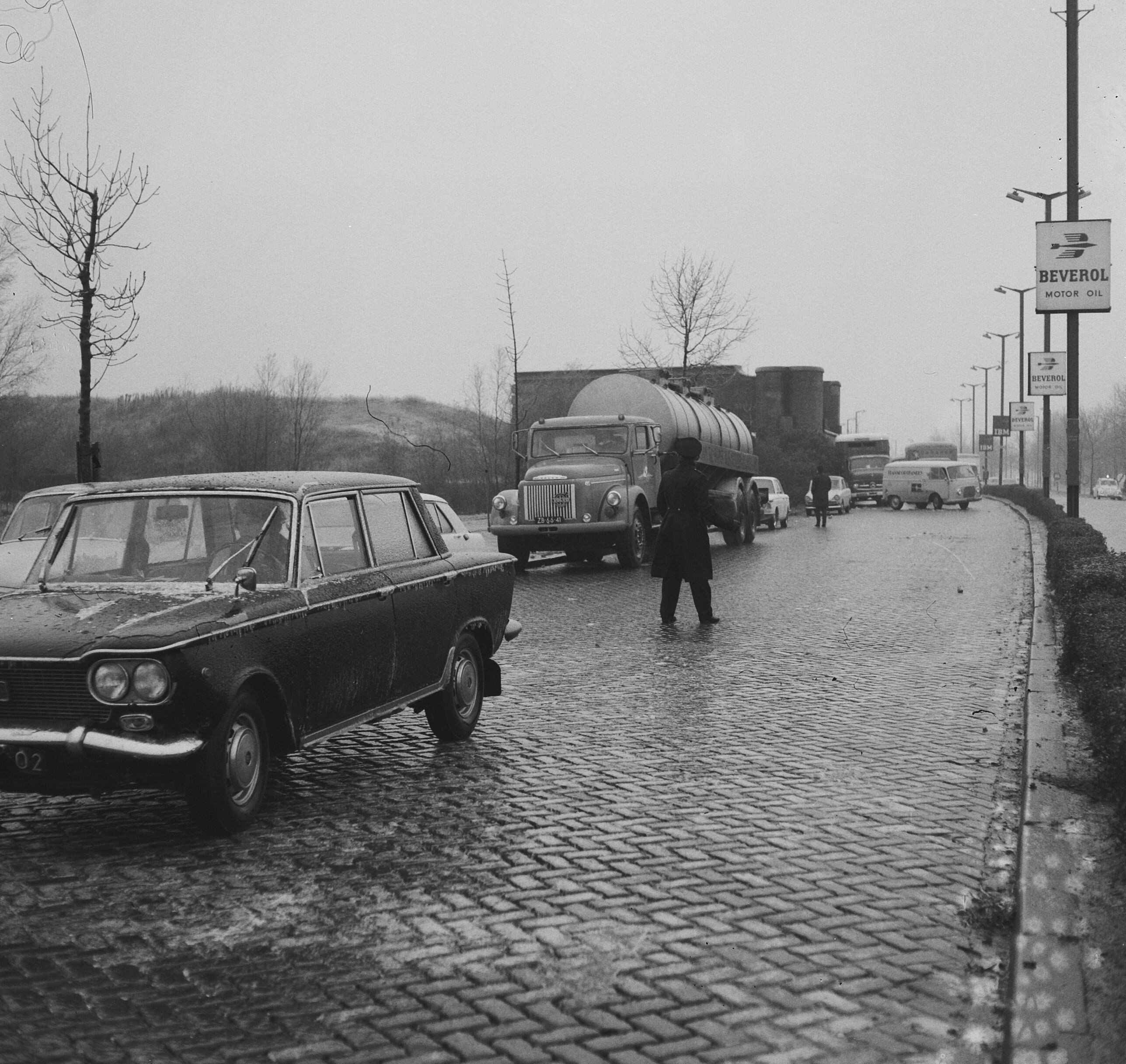
Auto's en vrachtwagens op de Oude Haagseweg, net na de splitsing van de Sloterweg, met een van de bruggehoofden links; 20 november 1965.

Na de oorlog bleven de plannen voor de aanleg van een Ringspoorbaan nog heel lang in de ijskast liggen. Spoorwegen waren een beetje passé, en het autoverkeer werd steeds belangrijker. Al het verkeer vanuit Den Haag en Schiphol passeerde de oude brughoofden, die door hun typische vorm iets van een bastion hadden. In de volksmond werden de restanten van de brughoofden ook wel bunkers genoemd, maar deze stadsmuur had geen enkele defensieve functie. De VVV had er wel jarenlang een reclamebord met zijn adres om binnenkomende toeristen de goede kant op te kunnen leiden. Dit stukje was in de late jaren '50 ook wel bekend door de tippelprostitutie die hier plaatsvond.
Aan het begin van de jaren '60 werd duidelijk dat de oude Rijksweg 4 het verkeer niet meer aan kon, en er werd besloten tot het aanleggen van een nieuwe aansluiting op de Ringweg A10, in het westelijk deel gevormd door de huidige Einsteinweg, een paar honderd meter ten oosten van het dijklichaam van de Ringspoorbaan. De nieuwe aansluiting kwam bij het Knooppunt De Nieuwe Meer, gereed in 1972. Daarna werd op het verlaten wegtracé ten westen van het dijklichaameen bedrijvencentrum aangelegd ten behoeve van het computerbedrijf IBM. Om dit mogelijk te maken werd het eeuwenoude tracé van de Sloterweg opgedoekt, en alle verder nog aanwezige bebouwing gesloopt. De kantoren van IBM verrezen iets ten zuidwesten van de landhoofden. Het inmiddels danig onttakelde dijklichaam werd enkele decennia een niemandsland.
In 1981, meer dan een halve eeuw na de aanvankelijke plannen, werd er toch besloten tot de aanleg van de Westtak van de Ringspoorbaan, als onderdeel van de spoorverbinding van het Centraal Station naar Schiphol. De resten van het viaduct zijn bij de aanleg daarvan in 1982 gesloopt.